# Strasburg (Virginia)
Strasburg es un pueblo situado en el condado de Shenandoah, Virginia  (Estados Unidos). Según el censo de 2010 tenía una población de 6.398 habitantes.

## Demografía
Según el censo del 2000, Strasburg tenía 4.017 habitantes, 1.773 viviendas, y 1.086 familias. La densidad de población era de 492,4 habitantes por km².
De las 1.773 viviendas en un 30,4%  vivían niños de menos de 18 años, en un 43,9%  vivían parejas casadas, en un 12,9% mujeres solteras, y en un 38,7% no eran unidades familiares. En el 33,1% de las viviendas  vivían personas solas el 14,3% de las cuales correspondía a personas de 65 años o más que vivían solas. El número medio de personas viviendo en cada vivienda era de 2,27 y el número medio de personas que vivían en cada familia era de 2,87.
Por edades la población se repartía de la siguiente manera: un 24,7% tenía menos de 18 años, un 7% entre 18 y 24, un 32% entre 25 y 44, un 21% de 45 a 60 y un 15,3% 65 años o más.
La edad media era de 37 años.  Por cada 100 mujeres de 18 o más años  había 85,8 hombres.
La renta media por vivienda era de 32.724$ y la renta media por familia de 40.978$. Los hombres tenían una renta media de 29.750$ mientras que las mujeres 21.755$. La renta per cápita de la población era de 17.697$. En torno al 5,3% de las familias y el 9,7% de la población estaban por debajo del umbral de pobreza.

## Localidades adyacentes
El siguiente diagrama muestra a las localidades más próximas a Strasburg.